# .aq

.aq je internetna vrhnja državna domena (ccTLD) za Antarktiko (čeprav ni država). Rezervirana je za organizacije, ki delajo na Antarktiki ali promovirajo regije Antarktike in Južnega oceana. Vodi jo Peter Mott iz Antarctica Network Information Center Limited iz Christchurcha na Novi Zelandiji.